# 蔡淵
蔡淵（1156年—1236年），字伯靜，號節齋，福建建陽人，為蔡元定之長子。
蔡淵生於紹興二十六年（1156年），幼穎悟，少時承父訓，追隨朱熹學習，後隱居九峰山。曾任婺州教授。卒于端平三年（1236年）。著有《大學思問》、《易象意言》、《周易訓解》等。